# Miss America's Outstanding Teen

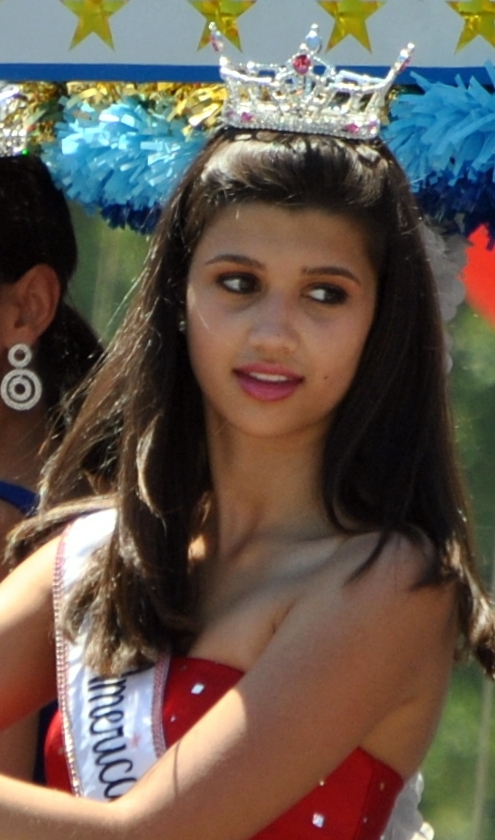
Jeanette Morelan, Miss America's Outstanding Teen 2010

Miss America's Outstanding Teen è un concorso di bellezza statunitense, organizzato dalla stessa produzione di Miss America, che si occupa di fornire annualmente delle borse di studio allo scopo di promuovere "il successo scolastico, la realizzazione personale, uno stile di vita sano ed il coinvolgimento della comunità per le adolescenti statunitensi". La prima edizione del concorso si è tenuta nell'agosto 2005presso il Linda Chapin Theater ad Orlando, Florida. Meghan Miller, rappresentante del Texas, è stata la prima vincitrice del concorso. Nel corso della manifestazione vengono distribuiti più di 175 000 dollari in borse di studio fra le cinquantadue concorrenti annuali, mentre circa 30.000 vengono riconosciuti alla vincitrice.

## Albo d'oro
| Anno | Vincitrice       | Stato            | Data           | Luogo            |
| ---- | ---------------- | ---------------- | -------------- | ---------------- |
| 2006 | Meghan Miller    | Texas            | 20 agosto 2005 | Orlando, Florida |
| 2007 | Maria DeSantis   | New York         | 19 agosto 2006 | Orlando, Florida |
| 2008 | Caitlin Brunell  | Virginia         | 11 agosto 2007 | Orlando, Florida |
| 2009 | Taylor Fitch     | Carolina del Sud | 16 agosto 2008 | Orlando, Florida |
| 2010 | Jeanette Morelan | Wisconsin        | 15 agosto 2009 | Orlando, Florida |
| 2011 | Lacey Russ       | Oklahoma         | 28 agosto 2010 | Orlando, Florida |